# 2006 en Suisse

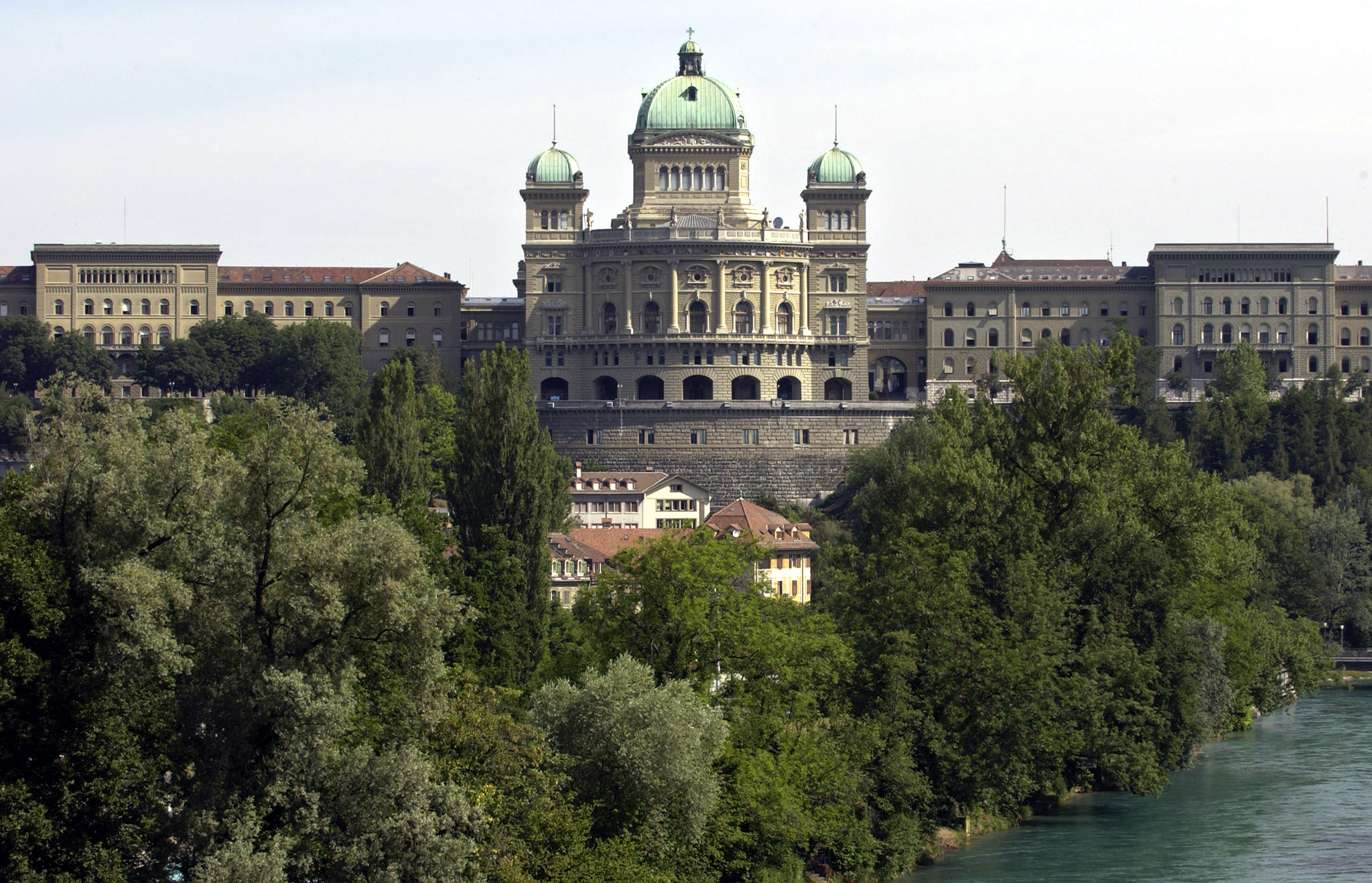
La palais fédéral suisse.

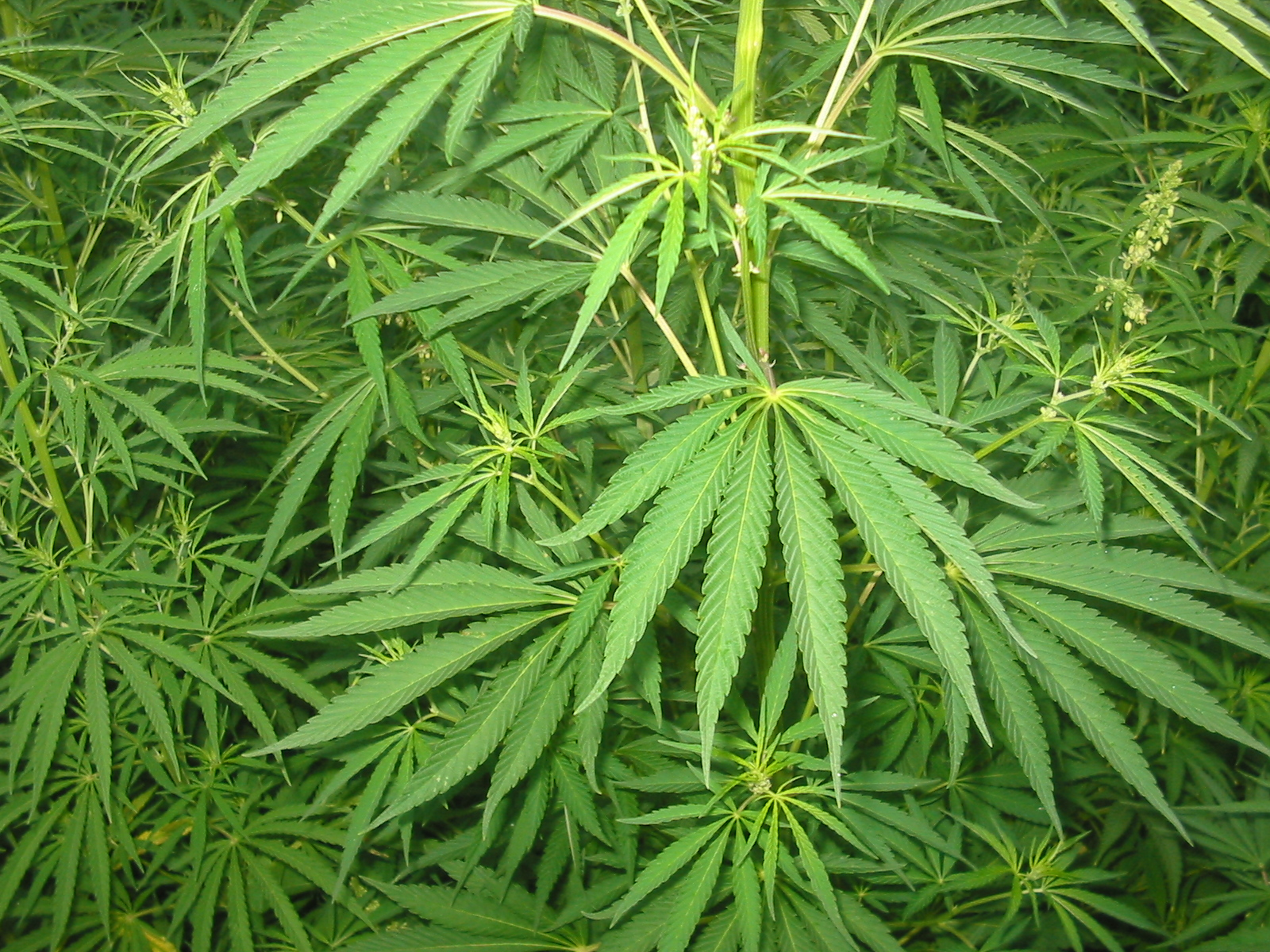
5 janvier : La consommation de cannabis a doublé ces dix dernières années en Suisse.

 (juin 2021).
Si vous disposez d'ouvrages ou d'articles de référence ou si vous connaissez des sites web de qualité traitant du thème abordé ici, merci de compléter l'article en donnant les références utiles à sa vérifiabilité et en les liant à la section « Notes et références ».
Chronologie de la Suisse
- 2002
- 2003
- 2004
- 2005
- 2006
- 2007
- 2008
- 2009
- 2010

2004 par pays en Europe - 2005 par pays en Europe - 2006 par pays en Europe - 2007 par pays en Europe - 2008 par pays en Europe
2004 en Europe - 2005 en Europe - 2006 en Europe - 2007 en Europe - 2008 en Europe 

## Gouvernement au 1erjanvier 2006
- Conseil fédéral[1]:
  - Moritz Leuenberger, (PS/ZH), président de la Confédération
  - Micheline Calmy-Rey, (PS/GE), vice-présidente de la Confédération
  - Samuel Schmid, (UDC/BE)
  - Pascal Couchepin, (PRD/VS)
  - Joseph Deiss, (PDC/FR), démissionne au 31 juillet
  - Christoph Blocher, (UDC/ZH)
  - Hans-Rudolf Merz, (PRD/AR)

### Dès le 1erAoût
- Conseil fédéral:

- - Moritz Leuenberger, (PS/ZH), président de la Confédération
  - Micheline Calmy-Rey, (PS/GE), vice-présidente de la Confédération
  - Samuel Schmid, (UDC/BE)
  - Pascal Couchepin, (PRD/VS)
  - Doris Leuthard, (PDC/AG), élue le 14 juin en remplacement de Joseph Deiss
  - Christoph Blocher, (UDC/ZH)
  - Hans-Rudolf Merz, (PRD/AR)

## Événements

### Janvier
Dimanche 1er janvier 
- Moritz Leuenberger prend ses fonctions de président de la Confédération.

 Jeudi 5 janvier 
- La consommation de cannabis a doublé ces dix dernières années en Suisse. Les jeunes fument leur premier joint en moyenne avant leurs 16 ans, selon une étude de l'Office fédéral de la santé publique (OFSP).

 Vendredi 6 janvier 
- Le prix suisse de la scène 2006 « Goldener Thunfisch » a été attribué à l'acteur biennois de 67 ans Peter Wyssbrod. Le trophée, doté de 10 000 francs, lui sera remis le 19 avril à Thoune, lors de l'ouverture de la bourse suisse aux spectacles.
- Le bouquetin a été élu animal de l'année par Pro Natura. L'organisation de protection de l'environnement a choisi son animal emblématique pour fêter les cent ans de sa réintroduction mouvementée en Suisse. 14 000 bouquetins vivent dans le pays.

 Mercredi 11 janvier 
- Décès à Épalinges (VD), à l’âge de 84 ans, du politologue Henri Rieben.

 Lundi 16 janvier
- J’achète mieux, le magazine de la Fédération romande des consommateurs fête ses 40 ans, le numéro 339 de janvier 2006 rappelle que le magazine a été fondé en 1966.

### Février
Mardi 14 février
- UBS annonce un bénéfice de quatorze milliards de francs pour 2005 dont environ 10 milliards provenant de ses activités financières ordinaires et quatre milliards de la cession des banques privées et de Global Asset Management (GAM). En 2004, il n'était que de huit milliards de francs.

Mercredi 15 février
- Credit Suisse Group annonce un bénéfice de 5,85 milliards de francs pour 2005. En 2004, il était de 5,63 milliards de francs.

 Mercredi 16 février 
- Aux Jeux olympiques de Turin, la Bernoise Maya Pedersen-Bieri remporte le titre de championne olympique de Skeleton.

 Vendredi 17 février 
- Aux Jeux olympiques de Turin, la Bernoise Tanja Frieden remporte le titre de championne olympique de boardercross (snowboard).

 Mercredi 22 février 
- Aux Jeux olympiques de Turin, le Zurichois Philipp Schoch remporte le titre de champion olympique de slalom géant parallèle (snowboard).
- Aux Jeux olympiques de Turin, la Bâloise Evelyne Leu remporte le titre de championne olympique de saut (ski acrobatique).

 Jeudi 23 février 
- Décès à Berlin, à l’âge de 84 ans, de l’acteur et metteur en scène Benno Besson.
- Aux Jeux olympiques de Turin, la Grisonne Daniela Meuli remporte le titre de championne olympique de slalom géant parallèle (snowboard).

### Mars
Mercredi 8 mars 
- Premier numéro du quotidien gratuit 20 Minutes, distribué uniquement dans la région lémanique.

 Mardi 14 mars 
- Le producteur d’aluminium Alcan annonce la fermeture définitive de l'électrolyse de Steg (VS).

Mercredi 22 mars
- L’association de la presse suisse romande a pris congé du président sortant Tibère Adler et élu Valérie Boagno à ce poste. Spécialiste du marketing de la presse, elle a travaillé au Nouveau Quotidien puis a poursuivi sa carrière avec Le Temps, dont elle occupe le poste de directrice adjointe.

Jeudi 23 mars
- Stéphane Lambiel est champion du monde de patinage artistique dont les épreuves avaient lieu à Calgary au Canada.

Jeudi 30 mars
- Lancement du bi-hebdomadaire La Région Nord Vaudois.

### Avril
Samedi 1er avril
- Swiss International Airlines rejoint la Star Alliance.

 Jeudi 13 avril 
- Pour la septième fois de son histoire, le HC Lugano devient champion de Suisse de hockey-sur-glace.

Jeudi 27 avril
- Le conseiller fédéral Joseph Deiss PDC annonce à la surprise générale sa démission du Conseil fédéral au 31 juillet. Il précise vouloir partir alors que tout va bien et sans pression de son parti et laisser la place à des forces neuves. Cette décision, avoue-t-il, a mûri toute seule durant les vacances de Pâques.

Vendredi 28 avril
- Université de Genève, le Conseil d'État genevois ouvre une enquête générale, après la découverte fortuite d'un audit faisant apparaître les notes de frais bidon comme une pratique généralisée dans certaines facultés.

### Mai
Jeudi 4 mai 
- Décès à Lausanne, à l’âge de 59 ans, de la photographe Simone Oppliger.

 Mardi 9 mai
- Le conseiller fédéral Joseph Deiss PDC ayant annoncé sa démission. Une seule candidate à sa succession se présente, la conseillère nationale et présidente du PDC Doris Leuthard.

 Samedi 13 mai 
- Le FC Zurich s’adjuge, pour la dixième fois de son histoire, le titre de champion de Suisse de football.

 Lundi 15 mai 
- Premier numéro du quotidien du soir gratuit Heute, distribué dans les villes de Bâle, Berne et Zurich.

 Dimanche 21 mai
- Le peuple suisse accepte les articles constitutionnels sur l'éducation par 85,6 % des votants et tous les cantons disent oui, mais seuls 27,3 % des électeurs se sont prononcés. Les Tessinois sont les moins favorables avec seulement 58 % de oui, alors que les Romands sont 89 % et les Alémaniques 86 %.

 Mardi 23 mai 
- Le groupe français Bouygues, actif dans le BTP reprend la société bernoise de construction Marazzi, via sa filiale helvétique Losinger.

 Mercredi 31 mai
- Le Conseil fédéral décide de ne rien décider concernant une nouvelle loi relative à l'assistance au suicide. Les partis, hormis l'UDC, sont mécontents. Le PRD promet de déposer une initiative parlementaire dès la session d'été.
- Deux touristes allemands perdent la vie dans leur voiture, écrasée par un bloc de rocher qui s’effondre sur l’autoroute du Gothard.

### Juin
jeudi 1er juin 
- Les associations de consommateurs recourent au Tribunal fédéral contre la nouvelle redevance sur les baladeurs numériques. Avec cette nouvelle redevance, les consommateurs devraient payer les droits d'auteur lors de l'achat de la musique, pour les supports de données et pour les appareils de diffusion.

Vendredi 2 juin
- Début des travaux de construction du tunnel de base du Monte Ceneri (TI) à Camorino aux portes de Bellinzone. Le Président de la Confédération Moritz Leuenberger a assisté à la pose de la première pierre.
- Un nouvel éboulement s'est produit à 12 h 30 au-dessus de l'A2 à Gurtnellen, là où des rochers ont tué mercredi matin deux personnes. Cette fois, les pierres n'ont pas atteint la chaussée, a indiqué un porte-parole de la police. Il est possible que l'A2 reste fermée pour tout le week-end de Pentecôte et même bien au-delà.

Samedi 3 juin
- Le conseiller fédéral Joseph Deiss a inauguré le plus grand parc naturel régional de Suisse. le Parc Ela, situé au cœur des Grisons, s'étend sur deux vallées, Albula et Surses, plus de six cents kilomètres carrés.

 Mardi 6 juin 
- Une partie du vieux village de Flims (GR) est anéantie par un incendie. Les dégâts dépassent dix millions de francs.

Vendredi 9 juin
- Santésuisse, l'association des assureurs maladie suisses, publie un rapport indiquant qu'en adaptant le prix des médicaments génériques et originaux aux taux européens ainsi qu'en recourant davantage aux génériques, un milliard de francs pourraient être économisés chaque année en Suisse.

Mardi 13 juin
- Résultat du match de football de la coupe du monde 2006, Suisse-France 0 à 0, mais en économie ce sera 1 à 0 pour la France, la compagnie d'assurance française Axa rachète la Winterthur assurances qui était l'un des fleurons de l'assurance en Suisse, montant de la transaction: 12,3 milliards de francs.

Mercredi 14 juin
- Sans surprise la conseillère nationale et présidente du PDC Doris Leuthard est élue conseillère fédérale par l'assemblée des chambres, au premier tour de scrutin par un score de 133 voix sur un total de 234 suffrages valables.

Vendredi 16 juin
- Le Conseil fédéral décide que dès le 1er août 2006, Doris Leuthard reprendra le département fédéral de l'économie, à la tête duquel elle succédera à Joseph Deiss.

 Dimanche 18 juin 
- L’Allemand Jan Ullrich remporte le Tour de Suisse cycliste.

Lundi 19 juin
- La première réunion du Conseil des droits de l'homme de l'ONU, composé de 47 pays, s'est tenue à Genève. Le Mexique a été élu à la présidence pour un an. La Suisse a quant à elle obtenu un des quatre postes de vice-président avec l'élection de l'ambassadeur Blaise Godet. Le Conseil remplace la commission du même nom qui n'avait jamais fait preuve d'une grand efficacité dans le domaine des droits de l'homme.

Mardi 20 juin
- Samuel Schmid le ministre de la défense critique les comptes rendus des médias sur l'armée suisse. Citation : « Il y a trop d'informations inexactes et de volonté consciente de ne pas prendre connaissance de certains éléments ».

Jeudi 22 juin
- Saturne ne fut qu'une étoile filante : fin de parution du journal satirique romand pour des motifs économiques. Ici s'achève après deux ans et demi et la publication de 41 numéros bimensuels, puis de vingt-deux numéros hebdomadaires, le pari un peu fou d'Ariane Dayer. Le dernier numéro du journal paraît le 30 juin 2006.

Vendredi 23 juin
- La consommation d'énergie bat un nouveau record. En 2005, elle s'est élevée à 890 440 térajoules (24 734 GWh), soit 1,3 % de plus qu'en 2004. Les causes invoquées sont les croissances économique et démographique ainsi que des températures plus fraîches. À titre de comparaison, la centrale nucléaire de Mühleberg produit en moyenne 2 700 GWh par an, soit environ 10 % de cette consommation de 2005.

 Vendredi 23 juin 
- La fusion entre le BLS Chemin de fer du Lötschberg et les Transports du Mittelland (RM) est approuvée par les actionnaires de ces deux sociétés de transports.

Samedi 24 juin
- La Croix-Rouge suisse a remis pour la première fois un prix pour des activités humanitaires au chercheur Martin Wegelin pour sa technique de désinfection de l'eau souillée. Sa méthode consiste à exposer de l'eau aux rayons solaires pendant au moins six heures dans une bouteille en Pet. La chaleur et les rayons ultraviolets détruisent les germes infectieux. Cette méthode fut testée après le tsunami du 26 décembre 2004. Martin Wegelin est responsable du secteur Eau et assainissement dans les pays en voie de développement de l'Institut fédéral pour l'aménagement, l'épuration et la protection des eaux. Lien externe : Sodis.ch

Lundi 26 juin
- L'équipe de Suisse de football est éliminée de la coupe du monde de football 2006 par l'Ukraine. Après match et prolongations, le score étant toujours vierge, c'est la séance des penalties qui fit la différence. Les joueurs suisses furent alors incapables de faire entrer le ballon dans les buts ukrainiens. Cette coupe du monde permet à l'équipe de Suisse de se situer au niveau mondial, elle est meilleure que la Corée et le Togo et inférieure à l'Ukraine.

Mardi 27 juin
- Giorgio Malinverni a été nommé juge à la Cour européenne des droits de l'homme, Professeur de droit constitutionnel et de droit international à l'Université de Genève, il succède au Bâlois Luzius Wildhaber. Il a été élu dès le premier tour de scrutin par l'Assemblée parlementaire du Conseil de l'Europe.

Jeudi 29 juin
- Droit : Le Conseil fédéral présente un projet d'uniformisation de la procédure civile. Les vingt-six lois actuelles devraient être remplacées d'ici 2009 ou 2010. L'existence de 26 systèmes cantonaux coûte cher, c'est un poids pour des citoyens de plus en plus mobiles ainsi que pour les tribunaux qui sont confrontés à des conflits de compétences.

Vendredi 30 juin
- Le Pacte fédéral de 1291 va rentrer au pays, après son premier séjour à l'étranger. Il faisait partie à Philadelphie, (États-Unis) de l'exposition Républiques sœurs qui se termine aujourd’hui.
- L'A2 dite autoroute du Gothard a enfin été rouverte ce matin à cinq heures. Elle avait été fermée le 2 juin à la suite d'un éboulement qui avait coûté la vie à deux personnes.

### Juillet
Dimanche 2 juillet
- La Suisse veut expulser de son territoire, Muhammad al-Ghanam, un islamiste égyptien qui vit en Suisse depuis 2001 avec le statut de réfugié politique. L'homme représenterait un danger pour la sécurité du pays, estime le Conseil fédéral, car il a proféré des propos haineux contre la Suisse. Il avait écrit sur plusieurs sites Internet proches du réseau terroriste Al-Qaïda : « La Suisse est considérée avec mépris parmi les ennemis de l'islam ». Il a également exprimé sa haine de la Suisse dans des lettres adressées aux autorités, à des politiciens et aux médias.

Lundi 3 juillet
- Le Pacte fédéral de 1291 est rentré intact des États-Unis.

Mardi 4 juillet
- Le nouvel évêque de Saint-Gall a été élu par le Chapitre de la cathédrale, le nom du successeur de Mgr Ivo Fürer restera secret jusqu’à ce que le Pape Benoît XVI confirme son élection. Le suspense est insoutenable.

Mercredi 5 juillet
- Le Conseil fédéral a avalisé une demande de crédit de 240,8 millions de francs des Écoles polytechniques fédérales pour leur programme de construction 2007 qui doit notamment financer la construction d'un centre de formation de l'EPFL. Le Parlement devra encore se prononcer sur ce crédit.
- Valentin Roschacher, procureur général de la Confédération, présente sa démission après des critiques venant de la presse aussi bien que des politiques. Sa démission officielle est pour la fin de l'année, mais ses tâches de direction ont déjà été confiées à son suppléant Michel-André Fels.

Jeudi 6 juillet
- Le Pape Benoît XVI confirme l'élection de Markus Büchel comme nouvel évêque de Saint-Gall. Ce dernier avait été élu par le Chapitre de la cathédrale le 4 juillet.
- Le distributeur Denner vend la chaîne de magasins de jouets Franz Carl Weber au groupe français Ludendo.

Vendredi 7 juillet
- La Suva (assurance) annonce pour 2005 un excédent de produits de 155,9 millions de francs après trois années de déficits.

Samedi 8 juillet
- Si l'augmentation des crédits pour la formation reste de 4,5 %, comme le propose le Conseil fédéral, les Hautes écoles spécialisées (HES) brandissent la menace d'un numerus clausus. Une augmentation de 8 % au moins serait indispensable selon les directeurs cantonaux de l'éducation.

Lundi 10 juillet
- 75 % des bouteilles en PET ont été recyclées en Suisse en 2005. L'objectif exigé par l'ordonnance sur les emballages pour boissons est donc atteint.

Mardi 11 juillet
- Lors d'Athletissima Liu Xiang bat le record du monde du 110 m haies avec un temps de 12 s 88.
- Le rectorat de l'Université de Genève a présenté sa démission avec effet au 31 août. Ceci fait suite à l'affaire des notes de frais abusives pour laquelle le conseil d'état avait lancé une enquête en avril.

Mercredi 12 juillet 
- L'UDC a déposé son référendum, contre la loi sur la coopération avec les États d'Europe de l’Est. Il est muni de 70 905 signatures. Le peuple se prononcera donc sur le milliard de cohésion le 26 novembre prochain.

Jeudi 13 juillet
- L'Union suisse des arts et métiers (USAM) a déposé son référendum contre l'harmonisation des allocations familiales, muni de 55 000 signatures. Le peuple se prononcera donc le 26 novembre prochain.

Vendredi 14 juillet
- Des militaires en cours de répétition seront appelés cet automne à surveiller les représentations diplomatiques à Berne et Genève, de quatre-vingts à trois cents miliciens seront concernés. Depuis le 1er juillet, la surveillance des ambassades aurait dû être accomplie par des soldats professionnels ou en service long.

Samedi 15 juillet
- Le directeur des BLS, Matthias Tromp, préconise la construction d'un tunnel à deux voies au Lötschberg dans le cadre des Nouvelles lignes ferroviaires à travers les Alpes (NLFA). Un tunnel à voie unique entrainerait trop de problèmes de retards. Il est sans doute un peu tard pour s'en apercevoir, le tunnel a voie unique entrera en service dès l'an prochain en principe.

Dimanche 16 juillet
- Ce week-end, plus de 130 suisses ont été évacués du Liban vers la Syrie. La Confédération étudie les moyens de venir en aide aux cinquante-cinq Suisses qui se trouvent actuellement dans le sud du Liban.

Mercredi 19 juillet
- Le Pape Benoît XVI fait une visite surprise à l'Hospice du Grand-Saint-Bernard.
- La fondation Bill-et-Melinda-Gates (Bill & Melinda Gates Foundation) annonce l'octroi de 287 millions de dollars à seize projets de recherche pour la mise au point d'un vaccin contre le Sida. Le Centre hospitalier universitaire vaudois (CHUV) va recevoir 15,3 millions de dollars.

Dimanche 23 juillet
- Arrivée à Larnaca (Chypre), en provenance de Beyrouth (Liban) du navire « Fast Arrow » affrété par la Confédération pour aider les suisses à quitter le Liban, 336 suisses étaient à bord.

Lundi 24 juillet
- Pose du dernier rail au tunnel de base du Lötschberg, il sera ouvert au trafic en juin 2007.

Mercredi 26 juillet
- Pour sortir l'Université de Genève de la crise des notes de frais abusives, le Conseil d'État fait appel à une commission chargée de plancher sur la réforme de la gouvernance de l'institution, Ruth Dreifuss (ex-conseillère fédérale) la présidera. Un rectorat transitoire a aussi été désigné, le professeur Jacques Weber, ancien doyen de la Faculté des sciences, sera recteur par intérim.

### Août
Lundi 1er août
- Doris Leuthard reprend le département fédéral de l'économie, à la tête duquel elle succède à Joseph Deiss. Elle devient officiellement Conseillère fédérale.

 Mercredi 9 août 
- Décès à Cully (VD), à l’âge de 97 ans, du professeur Claude Verdan, pionnier suisse de la chirurgie de la main.
- Décès de Bernard Vittoz, ancien président de l'EPFL et grande figure de l'école polytechnique. Fondateur du parc scientifique et de la section informatique et système de communication.

Jeudi 17 août
- Le Département fédéral des affaires étrangères (DFAE) envisage une participation de la Suisse à la Force de paix de l'ONU au Liban-Sud (FINUL élargie).

### Septembre
Vendredi 1er septembre
- Vernissage à Bienne de la 10e édition des Journées Photographiques, sur le thème du « Retour sur la physionomie ». Cinquante-sept photographes suisses et étrangers y exposent leurs œuvres jusqu’à la fin du mois.

Mardi 12 septembre
- Invité à l'émission de débat Infrarouge, sur la Télévision suisse romande (TSR), le conseiller fédéral Christoph Blocher tente d'imposer le retrait des caricatures du dessinateur Mix & Remix, qui commentent traditionnellement cette émission politique. La TSR refuse. Le lendemain, les médias parlent d'une tentative de censure de la part du conseiller fédéral. Celui-ci se réserve le droit de donner des suites, judiciaires ou non, à ce qu'il estime être une entorse aux règles du débat.

 Vendredi 15 septembre 
- Le groupe agrochimique bâlois Syngenta annonce la suppression de 480 emplois dans le monde, dont cinquante en Suisse.

 Samedi 16 septembre 
- Neuf personnes perdent la vie dans un accident impliquant sept véhicules dans le tunnel de Viamala, sur l'A13 près de Thusis (GR).

 Dimanche 17 septembre 
- Des voleurs font main basse sur 82 fusils d’assaut, 43 boites de munitions, trois pistolets d’ordonnance et dix appareils de vision nocturne dans un cantonnement militaire de Marly (FR).

Lundi 18 septembre
- Ouverture de la session d'automne des Chambres fédérales. Exceptionnellement, les parlementaires se réunissent à Flims, dans les Grisons, pendant les travaux de rénovation du Palais Fédéral à Berne. Au menu de cette session, entre autres sujets : le programme d'armement 2006 (qui prévoit des acquisitions d’un montant de 1 501 milliard de francs), la révision de la loi sur les armes, la 5e révision de l'assurance invalidité.

Mercredi 20 septembre
- Décès d'Armin Jordan qui était un chef d'orchestre suisse de renommée mondiale.

Jeudi 21 septembre 
- La société de biotechnologie genevoise Serono est rachetée par le groupe pharmaceutique allemand Merck KGaA.

Dimanche 24 septembre
- Les suisses acceptent en votation les nouvelles lois sur le droit d'asile et sur les étrangers mais refusent l'Initiative populaire « Bénéfices de la Banque nationale pour l'AVS ».

### Octobre
Vendredi 7 octobre 
- Inauguration du Bowl de Vidy à Lausanne.

Mardi 11 octobre 
- Une fausse alerte à la bombe paralyse la gare de Genève et les transports dans la région.

 Lundi 23 octobre 
- Ouverture à Bienne (BE) d’un Institut littéraire suisse, haute école spécialisée dévolue à l'écriture littéraire.

 Jeudi 26 octobre 
- Une louve est abattue dans la vallée de Conches (VS) après l'égorgement de trente-cinq moutons durant l'été.

### Novembre
Dimanche 5 novembre 
- Élections cantonales à Fribourg. Isabelle Chassot (PDC), Beat Vonlanthen (PDC) et Pascal Cominboeuf (indépendant) sont élus au Conseil d’État lors du premier tour de scrutin.

Dimanche 26 novembre
- Votations fédérales sur l'harmonisation des allocations familiales et le milliard d'aide aux nouveaux pays membres de l'Union européenne. Les deux propositions ont été approuvées.
- Élections cantonales à Fribourg. Claude Lässer (PRD), Georges Godel (PDC), Anne-Claude Demierre (PSS) et Erwin Jutzet (PSS) sont élus au Conseil d’État lors du second tour de scrutin.